# PRC-AV 60
El sendero de Pequeño Recorrido PRC-AV 60 se encuentra situado en el municipio de Navalmoral de la Sierra, provincia de Ávila, Recorrido circular por la parte sur del municipio con inicio y final en la Plaza Grande, uniendo los regajos o praderas comunales. Atraviesa importantes ecosistemas, encinares, fresnedas y enebrales, por caminos y callejas con un importante valor histórico y cultural como el camino de los Pegueros, que fue utilizado para el transporte de la Pez a partir del siglo XV.

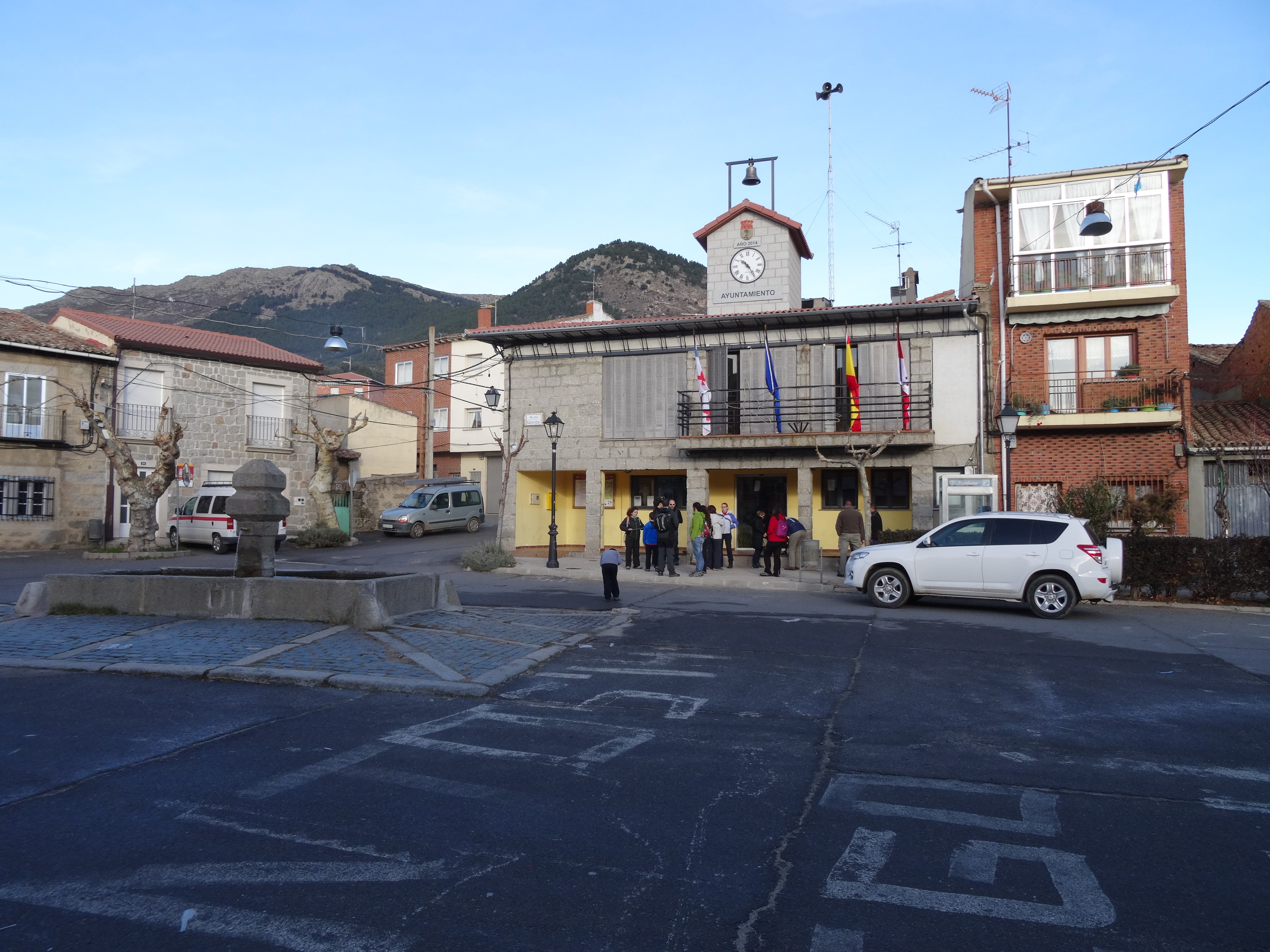
Plaza Grande de Navalmoral de la Sierra con su Pilón Centenario

Ruta de Los Regajos de Navalmoral de la Sierra

## Descripción
Salimos de la plaza grande en dirección sur  por la calle Victor Perez, cruzamos la plaza chica y bajamos la calle  Veracruz  donde nos encontraremos con el monolito y el pilón de las “eras chicas”, lo pasamos y antes del cartel del final del pueblo tenemos dos opciones: a la derecha entramos en la calleja de “Mataelgallo”  y a la izquierda en el camino de cemento.

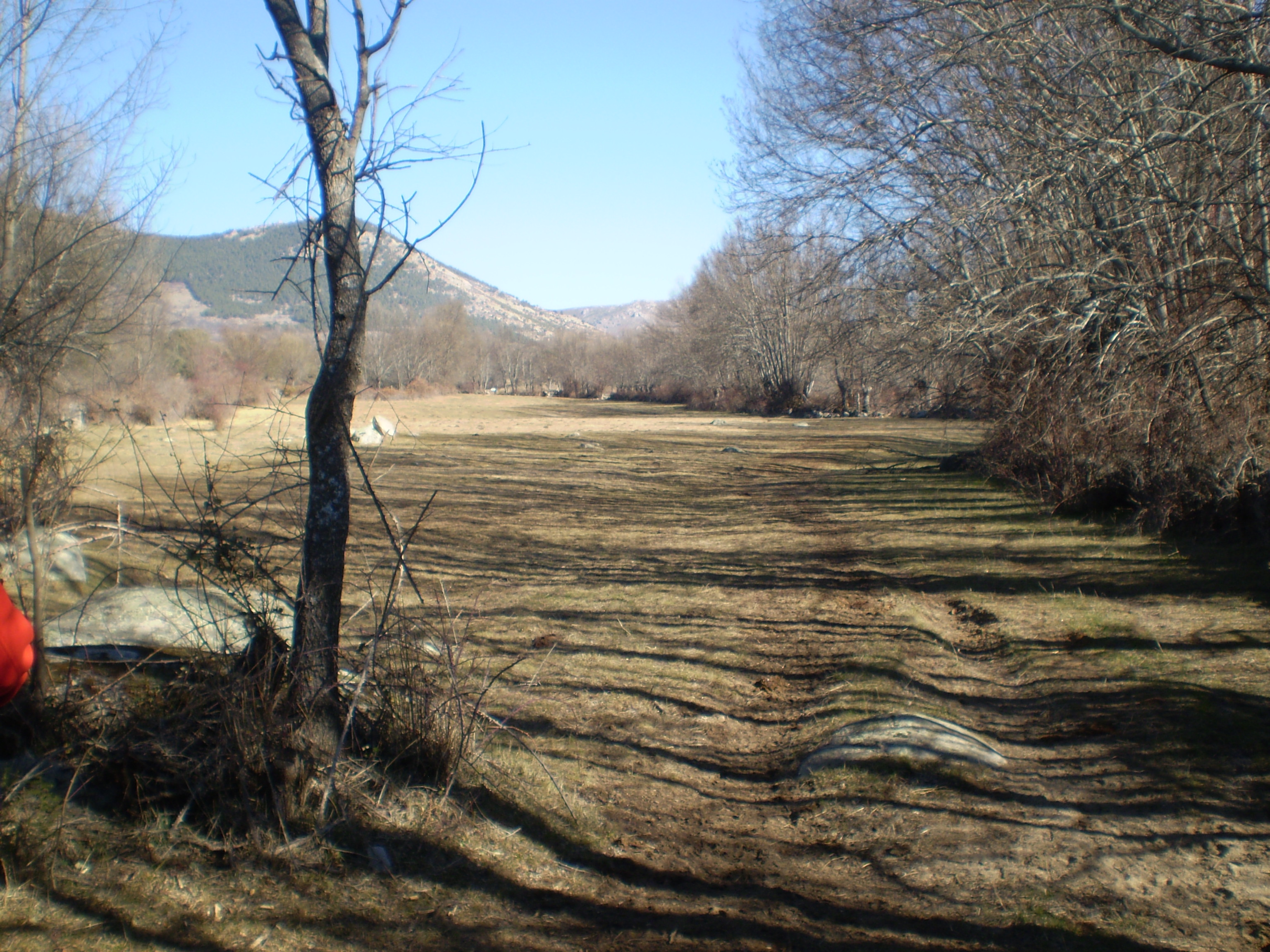
Regajo de Navamelque

Describiremos la ruta  en función del  itinerario, optando por ir a la derecha, adentrándonos en la calleja de “Mataelgallo” donde desembocaremos en el camino de “Cruz de Matías”  tomando el cruce a la izquierda, este camino tiene unas vistas privilegiadas de la Sierra de Gredos y de los picos del Zapatero de más de 2000 metros enclavados en Espacio Natural Protegido Sierra de la Paramera y Serrota. Seguimos dirección suroeste cruzando el “Arroyo del Pobo” donde veremos muchos fresnos grandes y viejos, sin dejar el camino principal llegamos a un cruce con cuatro caminos, elegimos el de la izquierda y este nos llevará al primer regajo (praderas comunales con buenos pastos), el  ” REGAJO DE NAVAMELQUE” , en el cual nos encontraremos con buenas fresnedas y una fuente al  sur del regajo, hecha por los vecinos de Navalmoral  a  mediados del siglo XX, éste paraje tiene una leyenda, la cual  habla de un tesoro escondido en tiempos de Napoleón, pero no ha llegado a ser contrastada (45 min.).
En el Regajo de Navamelque tomaremos la salida que se encuentra justo enfrente de la entrada que nos llevara al  “Regajo de Navamelque Chico” con buenas fresnedas (48 min.), para salir de él tomaremos el camino de la derecha para ir al cruce con la “Calleja de la Coja” y el cruce a la izquierda nos conducirá al “Camino de las Veredas”.
Al llegar al “Camino de las Veredas” tenemos que tomar dirección norte siempre viendo el pinar de Navalmoral con unas vistas de la Sierra de la Paramera y de Gredos majestuosas, dejamos atrás unos cruces de caminos a la derecha hasta llegar al cruce de la calleja de “Tía Farruca”,  al girar a la derecha nos llevará a la carretera AV-900  la cual tendremos que cruzar para ir por el camino de la “Cuesta del Pinar”, una bajada pronunciada y muy buenas vistas de la Reserva Natural Protegida Valle de Iruelas.

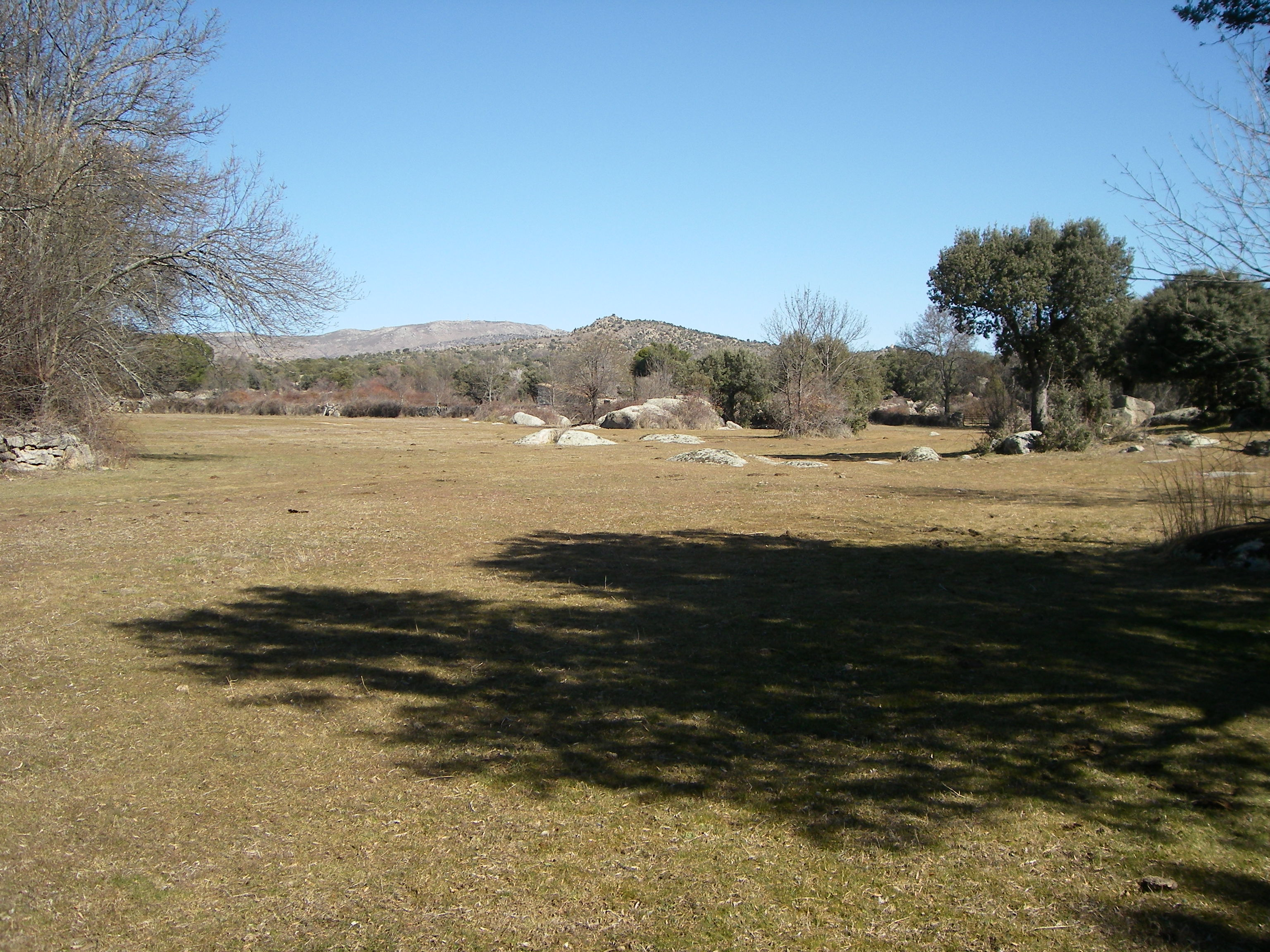
Regajo de Navarrevisca

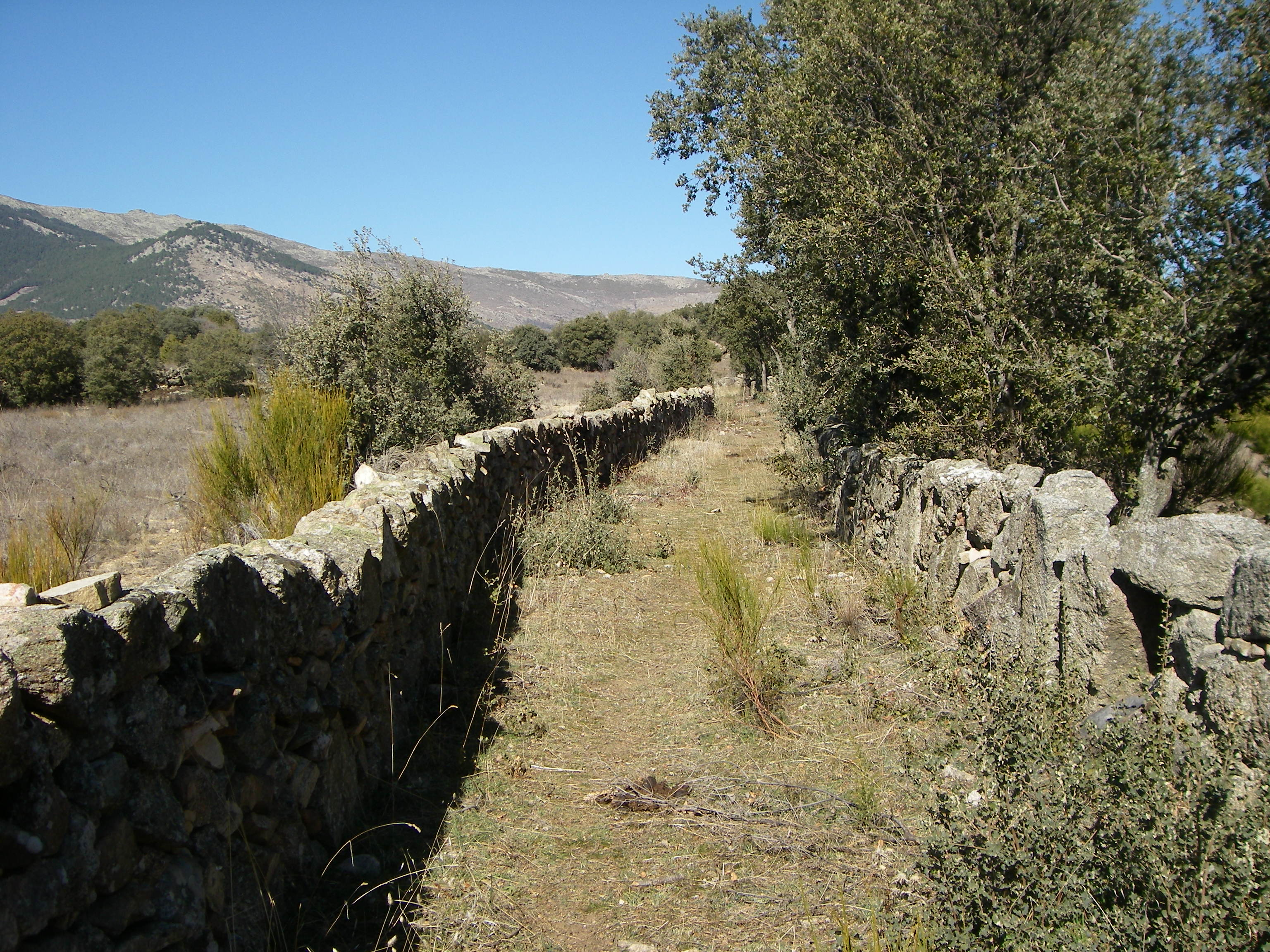
Camino de los Pegueros

Seguimos dirección sur y pasamos  por el puente de las Navazuelas construido a mediados del siglo XX y que anteriormente era de madera,  un poco más adelante nos sale una calleja a mano derecha que nos llevara al 3º regajo, el “Regajo de Navandrinal”, bañado por las aguas del Río Santa María y con buenos Encinares y Fresnedas.
Para salir del regajo tomaremos la salida que está situada frente a la entrada, esta nos llevará por una calleja, donde saldremos al camino de “los horcos”, a la izquierda dirección norte y un poco más adelante a la derecha llegaremos al camino de “Los Pegueros”, muy importante en el siglo XIV,XV y XVI, cuando había mucho trasiego de mercancía de pinos, de los cuales se sacaba de su resina un material llamado “pez” que servía para la impermeabilidad de los barcos y de las tinajas de barro.
Tomando el “Camino de los Pegueros” llegamos  al “Regajo de Navarrevisca” (2 h y 10 min), un sitio muy bonito,  frondoso, lleno de grandes encinas, viñas y con una fuente de agua rica y fresca. Salimos del regajo siguiendo el “Camino de los Pegueros”, cruzamos el camino de cemento y llegamos a una zona llamada “la muralla” donde hay una guija de cuarzo blanco, en este punto nos desviaremos del “Camino de los  Pegueros” por la calleja de la izquierda, que nos conducirá al 5º y último regajo, el “Regajo de Navavilanos” (2h y 40 min), ya nombrado por Alfonso XI en el Libro de la montería de 1350. Es el punto más alto de la ruta, una explanada grandísima rodeada de viñas, encinares, enebrales, pinares… con una laguna en la entrada y unas vistas maravillosas de todo el Valle del Alto Alberche con sus Espacios Naturales Protegidos (Valle de Iruelas, Sierra de Gredos y Sierra de la Paramera perteneciente a Sierras de la Paramera y Serrota).
Para salir cogeremos la salida dirección oeste por la “Calleja del Boquerón”, que nos conducirá a la zona llamada “La Pasá”, tomamos el cruce a la izquierda donde nos encontraremos con el camino de cemento, giramos  hacia la derecha para subir a la “Fuente Del Corral de Concejos”, un poquito más adelante llegaremos a la carretera AV-900 y al pueblo, subimos hacia el monolito, a la  Plaza Chica y terminar en la Plaza Grande  donde te puedes refrescar en su pilón centenario.